# Conodon nobilis
Conodon nobilis és una espècie de peix pertanyent a la família dels hemúlids.
Es troba a l'oceà Atlàntic occidental: des de Texas, l'est de Florida i Jamaica fins al Brasil, incloent-hi l'oest del golf de Mèxic, Puerto Rico, Centreamèrica i les Petites Antilles.

És un peix marí, demersal i de clima subtropical (30°N-33°S) que viu fins als 100 m de fondària al llarg de costes sorrenques o de fons fangosos de poca fondària.
Pot arribar a fer 33,6 cm de llargària màxima (normalment, en fa 25) i 588 g de pes. Té 12 espines i 13-13 radis tous a l'aleta dorsal i 3 espines i 7 radis tous a l'anal.
Menja durant la nit crustacis i peixets. Es comercialitza fresc. És inofensiu per als humans.